# Madonna (Edvard Munch)
Madonna é o título usual dado a várias versões de uma composição do pintor expressionista norueguês Edvard Munch, que mostra uma figura feminina de meio corpo de seios nus criada entre 1892 e 1895 usando tinta a óleo sobre tela. Ele também produziu versões impressas.
A versão pertencente ao Munch Museum em Oslo foi roubada em 2004, mas recuperada dois anos depois. Duas outras versões são propriedade da National Gallery of Norway e da Kunsthalle Hamburg. Outra pertence ao empresário Nelson Blitz, e uma foi comprada em 1999 por Steven A. Cohen.
A impressão litográfica da composição distingue-se por uma orla decorativa representando um esperma contorcido, com uma figura semelhante a um feto no canto inferior esquerdo. A versão de 1893 da pintura tinha uma moldura com decoração semelhante, mas depois foi removida e perdida.  A impressão também existe em várias versões diferentes.

## Materiais de pintura
A pintura no Munch Museum em Oslo foi investigada por cientistas britânicos e noruegueses. Eles foram capazes de identificar os seguintes pigmentos: amarelo cromo, azul da Prússia, ocre amarelo, preto carvão, ultramarino artificial e vermelhão.